# Tanhá
A tanhá (páli: tanhá; szanszkrit: trisna) buddhista fogalom, amelynek szó szerinti jelentése "szomjúság" és leggyakrabban úgy fordítják, hogy sóvárgás, létszomj vagy vágy. A buddhizmusban a tanhá a kellemes élmények utáni sóvárgás, a kellemetlen élményektől való megszabadulás utáni vágy és az arra való törekvés, hogy a semleges élmények és érzések ne romoljanak el. A buddhista hagyományokban a tanhá a vágyak önző típusa, amelynek okozója a tévely (vagy nem törődés). Ez a fajta vágy nem tartozik az üdvös vágyak közé, mint például az, hogy mások javára tegyen valaki, vagy kövesse a buddhista ösvényt. Buddha legelső tanításaiban – amelyek a négy nemes igazságról szóltak – a Buddha a dukkha (szenvedés, aggodalom, elégedetlenség) legfőbb okának tartja a tanhát. A tanhá ezen felül nyolcadik a függő keletkezés tizenkét oksági láncszeme közül.

## Típusai
A Buddha háromféle tanhát különböztetett meg:
- Káma-tanhá (érzékszervi-sóvárgás): a kellemes érzést keltő érzékszervi tárgyak utáni sóvárgás, azaz az érzéki örömök utáni vágy.
- Bhava-tanhá (létszomj): a létezés utáni sóvárgás, az élményszerzés vágya. Ebbe beletartozik az a vágy hogy szilárdak legyünk, valakik, akinek van múltja és jövője[6], valamint a vágy mások felé kerekedjünk.
- Vibhava-tanhá (nem lét utáni sóvárgás): vágy, hogy ne tapasztaljuk a világot, és semmivé váljunk; a fájdalmas élményektől való megszabadulás vágya.

## Minőségei

### Nem akaratlagos
Csogyam Trungpa kortárs buddhista tanító a nem akaratlagos tanhá minőségéről:
|  | „[A sóvárgás] olyan, mint amikor valaki rendkívül éhes. Ilyenkor ez a személy nem arra gondol, hogy megegye az ételt, megrágja és lenyelje, hanem arra, hogy az étel jusson a gyomrába. Teljesen egyszerűen, minden megeröltetés nélkül jusson belé... Ebben az fajta sóvárgás nem az amiről a fogyi klubban beszélnek, hanem egy őszinte sóvárgás. Ez egyszerűen csak megtörténik. Szó szerint ilyenkor ezeket a szavakat szokás használni: "Nem tudom, hogy mi történt, egyszerűen csak megtettem. Ez történt velem. Mindig ez történik velem." ... Ez egy spontán sóvárgás, nem szándékos. Ezen a szinten az intellektus nem játszik semmilyen szerepet.” |
|  | |

### Kétpólusú
A tanhá vonatkozik arra a vágyra, amely meg szeretne szerezni valamit és arra is, amely meg szeretne szabadulni valamitől.
Ron Leifer így magyarázza ezt:
|  | „A tanhá kétpolusú – felosztható kapzsiságra és gyűlöletre, avagy szenvedélyre és agresszióra. Egyfelől van a vágy, hogy valamit megszerezzünk, átéljük, magunkévá tegyük és van a másik vágy, hogy valamit elkerüljünk, távol tartsuk magunktól, elpusztítsuk, külön válasszuk tőle magunkat. Ha ezt a két pólust vágynak és undornak nevezzük, tisztább lesz a kép, hogy ezek a tanhá két pólusát jelentik – a birtoklás és a megszabadulás vágya.” |
|  | |

### Kielégíthetetlen, olthatatlan, függőséget okozó
A bhavacsakra szimbolikus ábrázolásán a tanhát egy csoport söröző és bulizó emberrel ábrázolják. Minél többet isznak, úgy nő a sóvárgásuk.
Ron Leifer erről a következőket írja:
|  | „A vágy [például a tanhá] szenvedést okoz a saját természeténél fogva, mivel eredendően kielégíthetetlen. A vágy megfosztást jelent. Akarni valamit az jelenti, hogy valami hiányzik. Nem olyan dolgokat akarunk, amink van, csak olyan dolgokat, amink nincs. A víz utáni vágy a szomjúság, amely víz hiányában lép fel. Az éhség az étel hiánya. A vágy azt jelenti, hogy nincs nekünk, frusztráltak vagyunk, szenvedünk. A sóvárgás a szenvedés. Ennek felismerése rendkívül fontos lenne, mégsem ismerjük el...” |
|  | |

A buddhista tanítások szerint a függésben lévő dolgok utáni vágyakozás kielégíthetetlen, amiatt mert azok természete nem végtelen. Ezt hangsúlyozzák az állandótlanság buddhista tanításai.

## További olvasmányok
- Archie J. Bahm – Philosophy of the Buddha, Asian Humanities Press. Berkeley, CA: 1993. ISBN 0-87573-025-6.
  - Az 5. fejezet a sóvárgásról szól és elmagyarázza a különbséget a taṇhā és a csanda között.
- Robert Morrison – "Nietzsche and Buddhism: A Study in Nihilism and Ironic Affinities", Oxford University Press, 1998.